# En svensk tiger

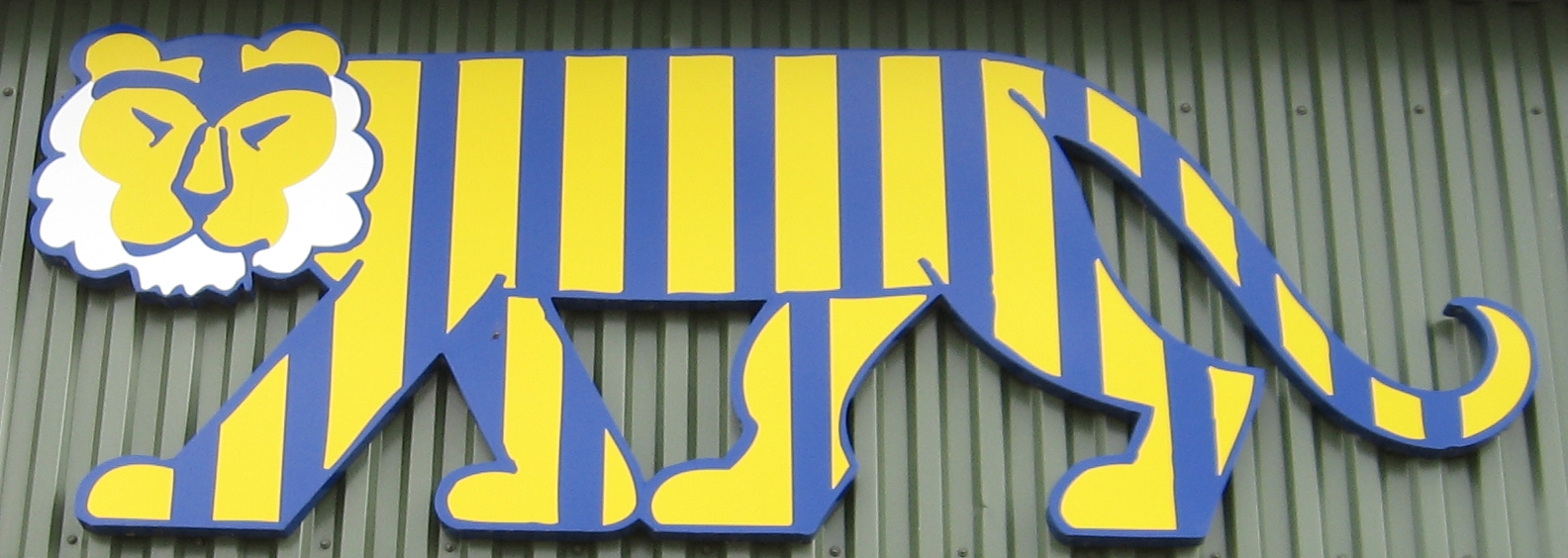
En svensk tiger, Schild am Beredskapsmuseet

En svensk tiger war ein Slogan in Schweden, der während des Zweiten Weltkrieges schwedische Staatsbürger aufforderte, Geheimnisse gegenüber dem Ausland zu bewahren.
Der Satz ist doppeldeutig, denn das Wort svensk bedeutet sowohl schwedisch als auch Schwede/Schwedin und tiger bezeichnet zum einen den Tiger, zum anderen ist es das Präsens von schweigen (tiga). Insofern bedeutet der Spruch sowohl „Ein schwedischer Tiger“ als auch „Ein Schwede/Eine Schwedin schweigt“.
Das in Schweden bekannte Symbol hierzu mit einem gelb-blau gestreiften Tiger wurde 1941 von Bertil Almqvist im Auftrag des Statens Informationsstyrelse, einer Art Propagandaabteilung des schwedischen Utrikesdepartementet (Außenministerium), geschaffen.
Das Bild ist bis in das Jahr 2042 urheberrechtlich geschützt. Die Rechte liegen beim schwedischen Beredskapsmuseet (Bereitschaftsmuseum) in Djuramåsa nahe Helsingborg. Von 1997 bis 2007 wurde eine juristische Auseinandersetzung zwischen dem Beredskapsmuseet und den schwedischen Streitkräften, die den Tiger als Warenzeichen hatten eintragen lassen, ausgetragen und schließlich zu Gunsten des Museums entschieden.